# كلية الحقوق بجامعة بلغراد
كلية الحقوق هي واحدة من أهم المؤسسات التعليمية في جامعة بلغراد، صربيا. ويقع المبنى في قلب البلدة القديمة من بلغراد في أطول الشوارع داخل المدن جزءا من المدينة.
أُنشئت في 1808 م كجزء من جامعة بلغراد، وهي واحدة من أكبر كليات القانون في المنطقة، ولها تقاليد عريقة في كونها الرائدة في مجال التعليم القانوني في البلاد. منذ تأسيسها تخرج منها ما يزيد عن 50000 من حاملي ليسانس الحقوق، وما يقرب من 1200 من حملة الماجستير في القانون، وحوالي 830 من حملة الدكتوراه في القانون، فضلا عن المئات من المتخصصين في مختلف المجالات. وهناك عدد كبير من خريجي كلية الحقوق المعترف بها أصبحوا خبراء وعلماء في جميع فروع القانون، وأساتذة القانون وكبار المسؤولين الحكوميين.

## المبنى
المبنى التاريخي للكلية، الذي بني قبل الحرب العالمية الثانية، والآن يضم نحو 12000 متر مربع.

## كليات الحقوق الأخرى
جميع كليات الحقوق، التي أنشئت لاحقا في صربيا (سوبوتيكا، نوفي ساد وبريشتينا ونيتش، وكراغوييفاتش، والجبل الأسود (بودغوريتسا)، وفي أجزاء أخرى من يوغوسلافيا السابقة (سراييفو، وسكوبيي) تشكلت من كلية الحقوق بجامعة بلغراد. هناك عدد كبير من الأساتذة في مختلف كليات الحقوق في جميع بلدان يوغوسلافيا السابقة، الذين تخرجوا من كلية الحقوق بجامعة بلغراد.